# Józef Lach
Józef Lach (ur. 4 sierpnia 1919 w Zgierzu, zm. 5 września 1990 w Katowicach) – polski księgarz-antykwariusz, bibliofil.

## Życiorys
Syn Aleksandra i Heleny z domu Janisiewicz. Uczył się w Państwowym Liceum Handlowym w Łodzi. Do zawodu księgarza przygotowywał się, pomagając ojcu w prowadzeniu jego firmy księgarskiej. W 1940-41 pracował w księgarni Waldemara Böse w Łodzi.
W 1942 został wywieziony na roboty do Niemiec, skierowany do fabryki maszyn drukarskich Hogenforst w Lipsku, gdzie nawiązał kontakt z prof. Gerhardem Menzem, uznawanym za jeden z najwybitniejszych autorytetów niemieckiego księgarstwa, naukowym doradcą Börsenverein des Deutschen Buchhandels. Pod kierunkiem Menza, jako samouk, przez trzy lata studiował księgarstwo, jego historię, ekonomikę i zasady handlu książkami.
W końcu 1944 redagował i wydawał pisemko konspiracyjne, które rozprowadzał wśród tamtejszych Polaków. Współpracował z komunistami niemieckimi, był współzałożycielem Związku Robotników Polskich w Niemczech i twórcą Niezależnego Komitetu Powrotu Polaków do Ojczyzny. W roku 1945 był w Lipsku sekretarzem Polskiego Komitetu Opiekuńczego i organizował repatriację Polaków do kraju.
Po powrocie do Polski zdał maturę i z początkiem roku 1946 rozpoczął pracę w Łodzi, jako starszy instruktor księgarski w wydawnictwie „Książka”. W lutym 1946 otworzył we Wrocławiu przy ulicy Kuźniczej 36/38 Księgarnię-Antykwariat, specjalizujący się w sprzedaży wydawnictw naukowych. Nawiązał kontakty z PAU, Poznańskim Towarzystwem Przyjaciół Nauk, Towarzystwem Warszawskim Naukowym, sprzedając ich wydawnictwa we Wrocławiu. Z zagranicy sprowadzał książki i czasopisma dla profesorów i studentów Uniwersytetu Wrocławskiego. W księgarni spotykali się uczeni i artyści wrocławscy, odbywały się tam też m.in. zebrania Koła Dolnośląskiego Związku Księgarzy Polskich, którego Lach był sekretarzem. W 1950 roku otrzymał z Naczelnej Rady Zrzeszeń Kupieckich świadectwo stwierdzające pełne kwalifikacje w detalicznym i hurtowym handlu zagranicznym w branży księgarskiej.
4 czerwca 1948 ożenił się z poznaną w Lipsku, gdzie obydwoje byli skierowani na roboty, Wiktorią Kaizer, pochodzącą z Górnego Śląska córką Wojciecha Króla, przed drugą wojną sołtysa wsi Rudno. 1 marca 1951 urodziła się z tego związku córka.
W 1951 antykwariat został znacjonalizowany, Lach nie przyjął posady pomocnika księgarskiego i przez pewien czas prowadził kiosk Ruchu, w którym bez pozwolenia sprzedawał również książki. Po rozwiązaniu przez Ruch umowy przeprowadził się na Śląsk, pracując kolejno jako pracownik fizyczny w hucie „Baildon”, potem w MHD, wreszcie jako zaopatrzeniowiec w Przedsiębiorstwie Budowy Kopalń w Łęczyckim Zagłębiu Rud Żelaza. W Łęczycy był współorganizatorem powstałego na fali odwilży Klubu Młodej Inteligencji. Popadłszy w konflikt z dyrekcją przedsiębiorstwa z powodów politycznych, wrócił na Śląsk, gdzie od 1957 przy ulicy Miarki 2 w Zabrzu założył antykwariat, w 1961 przeniósł swą firmę do Katowic do sutereny przy ulicy Gliwickiej 3, gdzie prowadził ją do swojej śmierci.
Oprócz miłośników książek miał też klientów z pobliskiej szkoły muzycznej przy ul. Dąbrówki, dla których sprowadzał nuty, a także numizmatyków, filumenistów, filatelistów, zbieraczy ekslibrisów, medali, odznak, dzwonków, widokówek, a nawet antyków pośledniejszego gatunku. Jedną ze specjalizacji antykwariatu były silesiaki, zaopatrywała się w nie między innymi Biblioteka Śląska. Od państwowych antykwariatów zakład Lacha odróżniał się profesjonalnym, kupieckim podejściem do handlu. Podobnie, jak wcześniej we Wrocławiu, również w Katowicach, antykwariat stał się miejscem spotkań miejscowych artystów i uczonych.

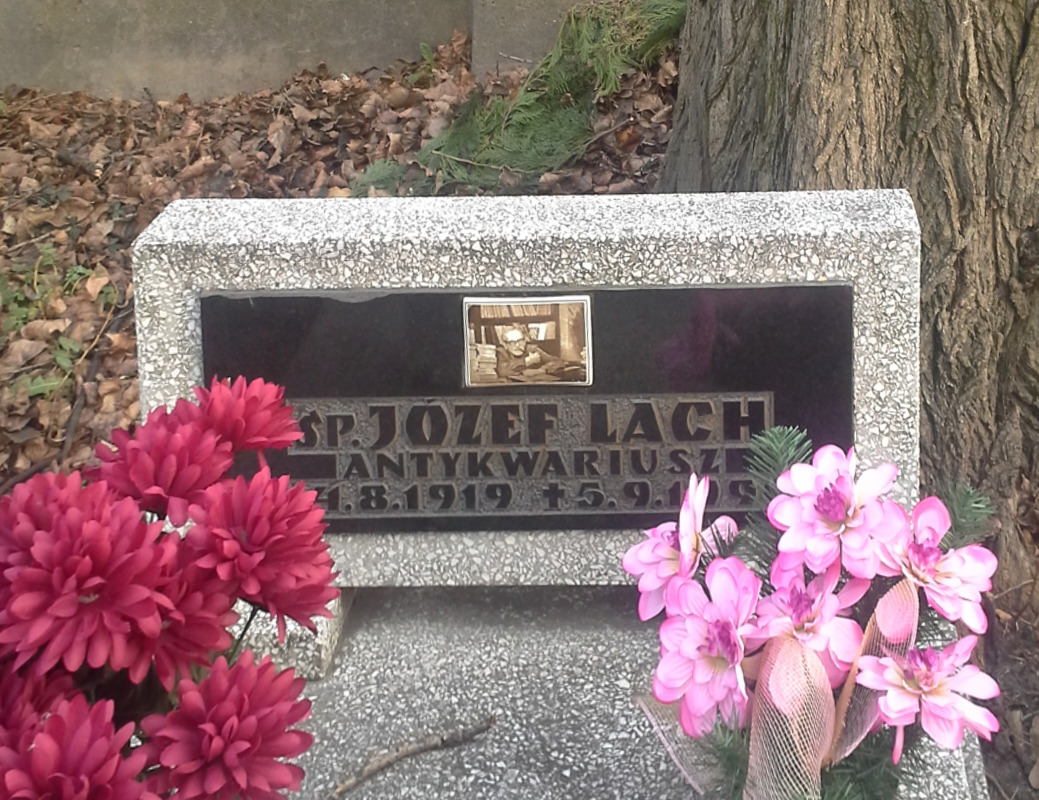
Nagrobek Józefa Lacha, Cmentarz przy ul. Gliwickiej w Katowicach, 2014.01.02

W 1979 wystąpił z propozycją zorganizowania wspólnoty, której członkowie w zamian za przekazanie zbędnych wydawnictw lub prace społeczne mogliby otrzymywać poszukiwane publikacje. Otrzymawszy zezwolenie i lokalizację, ustawił w Katowicach przy ul. Sobieskiego 25 autobus będący Ruchomym Punktem Wymiany Książek, przeznaczył dlań pewną część książek z własnego zasobu, ale po niepowodzeniu inicjatywy (wyprzedziła realia o trzydzieści lat i jeden ustrój) zrezygnował z jej kontynuacji.
Córka Lacha, Urszula od 1981 roku pracuje w najstarszej i największej norweskiej bibliotece publicznej Deichmanske Bibliotek, gdzie prowadzi dział polskiej książki. W kwietniu 2015 roku została nagrodzona nagrodą Wybitnego Polaka w Norwegii w kategorii kultura, zainicjowaną przez Fundację Polskiego Godła Promocyjnego „Teraz Polska”.
29 maja 2019 r. w Bibliotece Śląskiej odbyła się sesja poświęcona pamięci Józefa Lacha, z okazji setnej rocznicy jego urodzin. Wydarzeniu towarzyszyła wystawa „Józef Lach – niezwykły katowicki antykwariusz” prezentowana w holu głównym Biblioteki. Można było na niej zobaczyć pamiątki przekazane Silesiance przez córkę antykwariusza oraz dokumentację wieloletniej współpracy Józefa Lacha z Biblioteką Śląską.